# Acritus peculiaris
Acritus peculiaris är en skalbaggsart som beskrevs av Lewis 1888. Acritus peculiaris ingår i släktet Acritus och familjen stumpbaggar. Inga underarter finns listade i Catalogue of Life.